# Selenops ovambicus
Selenops ovambicus là một loài nhện trong họ Selenopidae.
Loài này thuộc chi Selenops. Selenops ovambicus được George Newbold Lawrence miêu tả năm 1940.